# Paso Solís
Paso Solís är en ort i Mexiko.   Den ligger i kommunen Manlio Fabio Altamirano och delstaten Veracruz, i den sydöstra delen av landet, 300 km öster om huvudstaden Mexico City. Paso Solís ligger 48 meter över havet och antalet invånare är 231.
Terrängen runt Paso Solís är platt, och sluttar österut. Runt Paso Solís är det ganska glesbefolkat, med 48 invånare per kvadratkilometer. Närmaste större samhälle är Las Amapolas, 17,1 km nordost om Paso Solís. Omgivningarna runt Paso Solís är en mosaik av jordbruksmark och naturlig växtlighet.